# Нюрнберг (шахматный турнир)
Нюрнбергские турниры — серия крупных международных шахматных турниров в конце XIX и начале XX веков. Проводились Германским шахматный союзом (1883—1906).

## Победители
| Год  | Победитель      | Страна             |  | +  | − | = | Очки      |
| ---- | --------------- | ------------------ |  | -- | - | - | --------- |
| 1883 | Винавер, Шимон  |                    |  |    |   |   | 14 из 18  |
| 1896 | Ласкер, Эмануил | Германская империя |  | 12 | 3 | 3 | 13½ из 18 |
| 1906 | Маршалл, Фрэнк  | США                |  | 9  | 0 | 7 | 12½ из 17 |